# Comté de Ponthieu
794 – 1690
896 ans
Entités précédentes :
- Neustrie (Empire carolingien)

Entités suivantes :
- Royaume de France (Picardie)

Le comté de Ponthieu est un ancien comté de France dont la capitale était Abbeville et la principale place-forte Montreuil. À l'époque du duc Guillaume, le comté était borné par l'Artois à l'orient, la Normandie à l'occident, y compris le pays de Caux et le comté d'Eu. Au midi, se trouvait le bailliage et le pays d'Amiens et le Boulonnais au septentrion (avant 960, par démembrement du comté de Flandre).
C'est aujourd'hui un « pays » au sens de la loi d'orientation pour l'aménagement et le développement du territoire de 1995.

## Histoire
Les origines du comté de Ponthieu ne sont point formellement attestées mais l'entité politique est néanmoins présente. Il semblerait que pour défendre la vallée de Somme contre les Vikings, Charlemagne ait créé une marche autour d'Abbeville, dont Angilbert aurait été le premier à assumer les fonctions.
Le Duc des terres maritimes chargé de ce commandement administrerait le Ponthieu et pour disposer de revenus suffisants pour financer des troupes, aurait la charge d'« avoué de Saint-Riquier ».
Après la mort d'Angilbert, son fils Nithard lui succéda et, à la mort de ce dernier, le Ponthieu fut alors attribué à un certain Louis, suivi d'un prénommé Rodolphe (les deux étant des Welfs).
Le comté passe alors à la maison de Montreuil dont les membres prirent le titre de comte de Montreuil.
Dans la seconde moitié du Xe siècle, les Robertiens annexent le comté. Plus tard, en 996, Hugues Capet le donna en fief à un de ses gendres, le chevalier Hugues Ier de Ponthieu. Le fils de ce dernier, Enguerrand Ier, ne prit le titre de comte de Ponthieu qu'en 1024, après avoir tué le comte de Boulogne et épousé sa veuve.
Le comté passe ensuite à la famille de Montgommery, puis à celle des Dammartin, aux rois de Castille et aux Plantagenêts.
En 1271, sont recensés dans le comté, cinq pairs : les seigneurs de Pont-Rémy, Cauroy, Aischery, Laviers, (Grand-Laviers), Bouvaque.
En 1337, au début de la guerre de Cent Ans, Philippe VI de Valois confisque le comté à Édouard III d'Angleterre. Le fils de Philippe, Jean II le Bon, le rend en 1360 par le traité de Brétigny puis Charles V le reconquiert en 1369 et le réunit au domaine royal.
De 1417 à 1430, le comté est occupé par les Anglais, et plus tard, de 1435 à 1477, cédé aux ducs de Bourgogne.
En 1477, Louis XI le réunit au domaine royal et forma avec le Vermandois, le comté de Guînes et le comté de Boulogne, un nouveau gouvernement militaire, le Gouvernement général de Picardie.
À la suite de la création du gouvernement de Picardie, le comté est donné en apanage à plusieurs nobles de 1583 à 1690 et il revient de manière permanente à la Couronne.
Une rue de Paris, située dans le 8earrondissement, porte son nom depuis la fin du XVIIIe siècle.